# 电磁波导

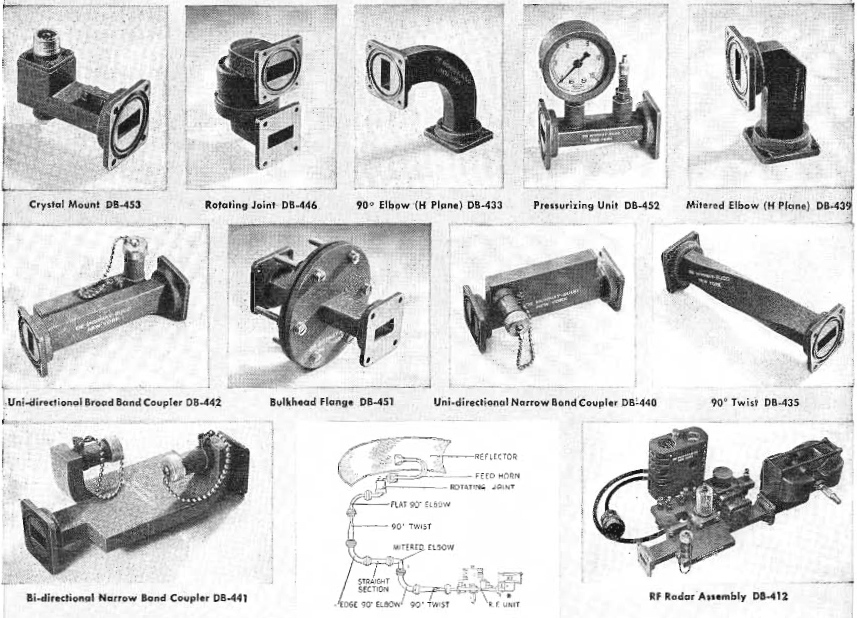
标准波导组件集。

在电磁学和通信工程中，波导这个词可以指在它的端点间传递电磁波的任何线性结构。但最初和最常见的意思是指用来传输無線電波的空心金属管。这种波导主要用作微波频率的传输线，在微波炉、雷达、通訊衛星和微波无线电链路设备中用来将微波发送器和接收机与它们的天线连接起来。
介质波导采用固体介质杆而不是空心管。光導纖維是在光频率工作下的介质波导。微带、共面波导、带状线或同轴电缆等传输线也可以认为是波导。
金属管波导中的电磁波可以想象为沿Z字形路径在波导中行进，在波导的壁之间来回反射。对于矩形波导的特殊情况，可以立足于这种观点的精确分析。在介质波导中的传播也可以同样的方式看待，波被电介质表面的全內反射限制在电介质的内部。一些结构，如无辐射介质波导和高保线，使用金属壁和电介质表面来限制波。

## 历史
1893年J.J.汤姆森第一个提出波导的概念。1894年O.J.洛奇第一个用实验证明了波导。1897年罗德·瑞利第一个完成了在空心金属圆柱形波导中传播模式的数学分析。(McLachan, 1947.)

## 操作原理
对波导的分析需要通过求解麦克斯韦方程组，或其推导形式，即电磁波动方程，再加上由材料及其界面性质所决定的边界条件。这组方程有多个解。每个解也叫做一个模，也就是本征方程组。因此每个模的特性由其本征值决定，而本征值与波在波导中轴传播速度有关。
波导传播的模取决于波长，偏振（极化），及波导的形状与大小。在空心金属波导中，对于矩形波导，基本模是transverse electric（横电波） TE1,0模；对于圆形波导，基本模是TE1,1。

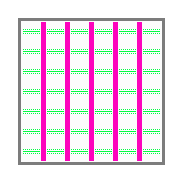
矩形空心金属波导TE1,0模.
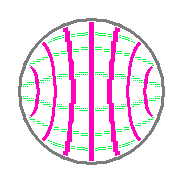
圆形空心金属波导TE1,1模.

## 传输线
微波电路中用以传输信号的材料。

## 外部連結
- Waveguides in particle accelerators incorporating Klystons （页面存档备份，存于）